# Venkebeek
De Venkebeek is een ongeveer 1,5 kilometer lange waterloop bij Holtum en de Bornse wijk Hondsbroek in de Nederlandse provincie Limburg De beek ligt in de gemeentes Sittard-Geleen en Echt-Susteren. Het is een zijbeek op de linkeroever van de Geleenbeek.
De Venkebeek vormt de voortzetting van de Hondsbeek nadat deze zich ten oosten van Buchten verenigd heeft met de Aldenhofgraaf en wordt daarom vaak ook zelf de "Hondsbeek" of ook wel "Honds-Venkebeek" genoemd. De beek loopt zuidoostelijk langs Holtum, onder de A2 door en langs kasteel Wolfrath om vlak ten noorden daarvan, bij de Poolmolen, in de Geleenbeek uit te monden. Ter hoogte van kasteel Wolfrath sluit de Lindbeek aan op de Venkebeek.